# Dracaena draco subsp. ajgal
El drago marroquí o drago ajgal  (Dracaena draco subsp. ajgal)  es una subespecie de drago canario de  la familia de las asparagáceas.
El descubrimiento del drago en Marruecos, es muy reciente (1997). Esta especie que nunca antes se había  localizado en Marruecos se organiza en asentamientos muy espectaculares que colonizan las orillas y acantilados de las gargantas del Assif Amaghouz en el Anti-Atlas occidental, altitudinalmente aparece  entre 400 y 1400 m, es decir al nivel de los pisos inframediterráneos  y termomediterráneos. El ambiente bioclimático es de tipo semiárido y subhúmedo en invierno, cálido y templado. En cuanto al substrato geológico está constituido por cuarcitas

## Distribución y hábitat
Es un endemismo que se localiza  en el norte de África, en el suroeste de Marruecos en las gargantas de Assif Amaghouf en el Anti-Atlas, occidental, en la provincia de Tiznit. Crece sobre cuarcitas en las verticales paredes de las gargantas del Anti-Atlas.

## Importancia económica y cultural
Usos
Los habitantes del Anti-Atlas occidental no son conscientes de la importancia del drago ajgal y siguen talándolo con la principal finalidad de hacer colmenas con su tronco.

## Taxonomía
El nombre ajgal es el nombre vernáculo bereber dado al drago por la población local y significa «el inaccessible». Se caracteriza por su resina que se desprende de sus heridas  y que al secarse adquiere un color rojizo sirviendo de tinte; su uso, se dice que tiene mil años, se utilizó, entre otras cosas, para realizar dibujos rupestres muy antiguos en cuevas.
El análisis fitosociológico permitió individualizar una asociación original: Davallio canariensis-Dracaenetum ajgal nov. Ass., Que se incluye en Senecio anteuphorbii-Arganion, Acacio-Arganietalia y Quercetea ilicis. El drago marroquí desde un punto de vista biogeográfico convive con especies tan interesantes como: Davallia canariensis, Asplenium aethiopicum, Selaginella rupestris, Aeonium korneliuslemsii, y Olea maroccana.